# Банк Папуа Нової Гвінеї
Банк Папуа Нової Гвінеї (англ. Bank of Papua New Guinea) — центральний банк Папуа Нової Гвінеї.

## Історія
1973 року було прийнято акт парламенту про створення банку Папуа Нової Гвінеї. Банк почав операції 1 листопада 1973 року. 19 квітня 1975 року банк почав випуск національної грошової одиниці — кіна.
До проголошення незалежності країни функції центрального банку виконувала філія Резервного банку Австралії, тогочасного колоніального центру.